# Diskografie Sabaton
Toto je seznam doposud vydané diskografie švédské heavymetalové hudební skupiny Sabaton založené v roce 1999 ve Falunu. Ta zatím vydala devět studiových, tři koncertní a tři kompilační a dvě video alba. Zároveň má na kontě také jeden extended play a sedmnáct singlů.

## Alba

### Studiová alba
| Název                                                                       | Detaily o albu                                                   | Umístění v hitparádách | Umístění v hitparádách | Umístění v hitparádách | Umístění v hitparádách | Umístění v hitparádách | Umístění v hitparádách | Umístění v hitparádách | Umístění v hitparádách | Certifikace                                                       |
| Název                                                                       | Detaily o albu                                                   | SWE                    | AUT                    | FIN                    | GER                    | NOR                    | SWI                    | POL                    | UK                     | Certifikace                                                       |
| --------------------------------------------------------------------------- | ---------------------------------------------------------------- | ---------------------- | ---------------------- | ---------------------- | ---------------------- | ---------------------- | ---------------------- | ---------------------- | ---------------------- | ----------------------------------------------------------------- |
| Primo Victoria                                                              | - Vydáno: 15. března 2005 - Vydavatelství: Black Lodge Records   | 43                     | —                      | —                      | —                      | —                      | —                      | —                      | —                      |                                                                   |
| Attero Dominatus                                                            | - Vydáno: 28. července 2006 - Vydavatelství: Black Lodge Records | 16                     | —                      | —                      | —                      | —                      | —                      | —                      | —                      |                                                                   |
| Metalizer                                                                   | - Vydáno: 16. března 2007 - Vydavatelství: Black Lodge Records   | 21                     | —                      | —                      | —                      | —                      | —                      | —                      | —                      |                                                                   |
| The Art of War                                                              | - Vydáno: 30. května 2008 - Vydavatelství: Black Lodge Records   | 5                      | —                      | —                      | —                      | —                      | —                      | —                      | —                      |                                                                   |
| Coat of Arms                                                                | - Vydáno: 21. května 2010 - Vydavatelství: Nuclear Blast         | 2                      | 71                     | 17                     | 19                     | —                      | 33                     | 9                      | —                      | - Polsko: zlatá deska                                             |
| Carolus Rex                                                                 | - Vydáno: 23. května 2012 - Vydavatelství: Nuclear Blast         | 2                      | 23                     | 9                      | 7                      | 21                     | 19                     | 7                      | 183                    | - Švédsko: 4× platinová deska - Polsko: zlatá deska               |
| Heroes                                                                      | - Vydáno: 16. května 2014 - Vydavatelství: Nuclear Blast         | 1                      | 11                     | 2                      | 3                      | 13                     | 7                      | 6                      | 59                     | - Švédsko: platinová deska - Finsko: zlatá deska                  |
| The Last Stand                                                              | - Vydáno: 19. srpna 2016 - Vydavatelství: Nuclear Blast          | 1                      | 2                      | 1                      | 2                      | 11                     | 1                      | 2                      | 17                     | - Polsko: zlatá deska - Švédsko: zlatá deska - Česko: zlatá deska |
| The Great War                                                               | - Vydáno: 19. července 2019 - Vydavatelství: Nuclear Blast       | 1                      | 3                      | 3                      | 1                      | 4                      | 1                      | 3                      | 11                     | - Polsko: zlatá deska                                             |
| The War to End All Wars                                                     | - Vydáno: 4. června 2022 - Vydavatelství: Nuclear Blast          | 1                      | 1                      | 1                      | 1                      | 2                      | 4                      | ?                      | 16                     | ?                                                                 |
| „—“ značí alba, která nebyla umístěna v hitparádách nebo vydána v dané zemi |                                                                  |                        |                        |                        |                        |                        |                        |                        |                        |                                                                   |

### Koncertní alba
| Název                                                                       | Detaily o albu                                            | Umístění v hitparádách | Umístění v hitparádách | Umístění v hitparádách | Umístění v hitparádách | Certifikace           |
| Název                                                                       | Detaily o albu                                            | SWE                    | SWI                    | GER                    | POL                    | Certifikace           |
| --------------------------------------------------------------------------- | --------------------------------------------------------- | ---------------------- | ---------------------- | ---------------------- | ---------------------- | --------------------- |
| World War Live: Battle of the Baltic Sea                                    | - Vydáno: 5. srpna 2011 - Vydavatelství: Nuclear Blast    | 26                     | 62                     | 26                     | 9                      | - Polsko: zlatá deska |
| Swedish Empire Live                                                         | - Vydáno: 20. září 2013 - Vydavatelství: Nuclear Blast    | —                      | —                      | 17                     | —                      |                       |
| Heroes on Tour                                                              | - Vydáno: 4. března 2016 - Vydavatelství: Nuclear Blast   | —                      | 99                     | 8                      | —                      |                       |
| The Great Show                                                              | - Vydáno: 1. prosince 2021 - Vydavatelství: Nuclear Blast | —                      | —                      | —                      | —                      |                       |
| „—“ značí alba, která nebyla umístěna v hitparádách nebo vydána v dané zemi |                                                           |                        |                        |                        |                        |                       |

### Kompilační alba
| Název                                | Detaily o albu                                          | Poznámky                        |
| ------------------------------------ | ------------------------------------------------------- | ------------------------------- |
| Fist for Fight                       | - Vydáno: 2001 - Vydavatelství: Underground Symphony    | - skládá se ze dvou demo alb    |
| Metalus Hammerus Rex                 | - Vydáno: 18. dubna 2012 - Vydavatelství: Nuclear Blast | - součást časopisu Metal Hammer |
| War and Victory: The Best of Sabaton | - Vydáno: 2014 - Vydavatelství: Infernal Racket         |                                 |
| Steel Commanders                     | - Vydáno: 2021 - Vydavatelství: Nuclear Blast           | - kompilace speciálních singlů  |

## Extended play
| Název                                     | Detaily o albu          |
| ----------------------------------------- | ----------------------- |
| Attero Dominatus & Primo Victoria Sampler | - Vydáno: 1. ledna 2007 |

## Singly
| Název                                                                         | Rok  | Umístění v hitparádách | Album                          |
| Název                                                                         | Rok  | SWE                    | Album                          |
| ----------------------------------------------------------------------------- | ---- | ---------------------- | ------------------------------ |
| Masters of the World                                                          | 2007 | —                      | Metalizer                      |
| Cliffs of Gallipoli                                                           | 2008 | 1                      | The Art of War                 |
| Coat of Arms                                                                  | 2010 | 17                     | Coat of Arms                   |
| Screaming Eagles                                                              | 2011 | —                      | Coat of Arms                   |
| The Lion From the North                                                       | 2012 | —                      | Carolus Rex                    |
| Carolus Rex                                                                   | 2012 | —                      | Carolus Rex                    |
| 40:1                                                                          | 2013 | —                      | The Art of War                 |
| To Hell and Back                                                              | 2014 | 51                     | Heroes                         |
| Resist and Bite                                                               | 2014 | —                      | Heroes                         |
| In the Army Now                                                               | 2016 | —                      | Carolus Rex                    |
| Bismarck                                                                      | 2019 | —                      | Steel Commanders               |
| Fields of Verdun                                                              | 2019 | —                      | The Great War                  |
| The Red Baron                                                                 | 2019 | —                      | The Great War                  |
| Great War                                                                     | 2019 | —                      | The Great War                  |
| Angels Calling feat. Apocalyptica                                             | 2020 | —                      | Steel Commanders               |
| The Attack Of The Dead Men (Live in Moscow)                                   | 2020 | —                      | The Great War                  |
| Livgardet / Royal Guard                                                       | 2021 | —                      | Steel Commanders               |
| Steel Commanders feat. Tina Guo                                               | 2021 |                        | Steel Commanders               |
| Kingdom Come                                                                  | 2021 |                        | Steel Commanders               |
| Defence of Moscow                                                             | 2021 |                        | Steel Commanders               |
| Christmas Truce                                                               | 2021 |                        | The War to End All Wars        |
| Soldier of Heaven                                                             | 2022 |                        | The War to End All Wars        |
| The Unkillable Soldier                                                        | 2022 |                        | The War to End All Wars        |
| Race to the Sea                                                               | 2022 |                        | The War to End All Wars        |
| Father                                                                        | 2022 |                        | Weapons of the Modern Age      |
| The First Soldier                                                             | 2023 |                        | Heroes of the Great War        |
| 1916                                                                          | 2023 |                        | Stories from the Western Front |
| „—“ značí singly, které nebyly umístěny v hitparádách nebo vydány v dané zemi |      |                        |                                |

## Videografie

### Video alba
| Název                                                                       | Detaily o albu                                          | Umístění v hitparádách | Umístění v hitparádách |
| Název                                                                       | Detaily o albu                                          | SWE                    | FIN                    |
| --------------------------------------------------------------------------- | ------------------------------------------------------- | ---------------------- | ---------------------- |
| World War Live: Battle of the Baltic Sea                                    | - Vydáno: 5. srpna 2011 - Vydavatelství: Nuclear Blast  | —                      | —                      |
| Swedish Empire Live                                                         | - Vydáno: 20. září 2013 - Vydavatelství: Nuclear Blast  | 1                      | 1                      |
| Heroes on Tour                                                              | - Vydáno: 4. března 2016 - Vydavatelství: Nuclear Blast | —                      | —                      |
| „—“ značí alba, která nebyla umístěna v hitparádách nebo vydána v dané zemi |                                                         |                        |                        |

### Videoklipy
| Název                   | Rok  | Režie             | Album                          |
| ----------------------- | ---- | ----------------- | ------------------------------ |
| Attero Dominatus        | 2006 | —                 | Attero Dominatus               |
| Metal Crüe              | 2006 | —                 | Attero Dominatus               |
| Cliffs Of Gallipoli     | 2008 | —                 | The Art Of War                 |
| 40:1                    | 2009 | Jacek Raginis     | The Art Of War                 |
| Uprising                | 2010 | Jacek Raginis     | Coat Of Arms                   |
| Screaming Eagles        | 2011 | Nicholas Dackard  | Coat Of Arms                   |
| Coat Of Arms            | 2011 | —                 | Coat Of Arms                   |
| To Hell And Back        | 2014 | Owe Lingvall      | Heroes                         |
| Primo Victoria          | 2017 | Zoran Bihac       | Primo Victoria                 |
| Bismarck                | 2019 | Matthias Hoene    | Steel Commanders               |
| Fields of Verdun        | 2019 | —                 | The Great War                  |
| Great War               | 2019 | Christian Ripkens | The Great War                  |
| Angels Calling          | 2019 | —                 | Attero Dominatus               |
| Seven Pillars Of Wisdom | 2019 | Mehdi Jouini      | The Great War                  |
| Devil Dogs              | 2020 | Christian Ripkens | The Great War                  |
| Attack Of The Dead Men  | 2020 | Christian Ripkens | The Great War                  |
| Livgardet               | 2021 | Rickard Erixon    | Steel Commanders               |
| The Royal Guard         | 2021 |                   | Carolus Rex                    |
| Defence of Moscow       | 2021 |                   | —                              |
| Steel Comanders         | 2021 |                   | —                              |
| Christmas Truce         | 2021 | David Kočár       | The War to End All Wars        |
| Soldier of Heaven       | 2022 |                   | The War to End All Wars        |
| Unkillable Soldier      | 2022 |                   | The War to End All Wars        |
| Race to the Sea         | 2022 |                   | Heroes of the Great War        |
| 1916                    | 2023 | Adam Barker       | Stories from the Western Front |